# Kloosterbos (Zottegem)
Het Kloosterbos is een natuurgebied in de Vlaamse Ardennen in Zuid-Oost-Vlaanderen (België).
Het bosgebied ligt op het grondgebied van de stad Zottegem (deelgemeente Sint-Maria-Oudenhove) en was oorspronkelijk eigendom van de Kartuizerpriorij Sint-Martens-Bos. Het 12 ha grote bosgebied is sinds 1978 eigendom van de stad Zottegem en wordt beheerd door de stad Zottegem en de Vlaamse overheidsdienst Agentschap voor Natuur en Bos. Het bos is erkend als Europees Natura 2000-gebied (Bossen van de Vlaamse Ardennen en andere Zuid-Vlaamse bossen) en maakt deel uit van het Vlaams Ecologisch Netwerk. Het Kloosterbos sluit aan bij de deelgebieden "Jansveld" en "Vossenhol" van het Natuurpunt-reservaat Middenloop Zwalm en het Vijfstratenbos.

## Landschap
Het Kloosterbos ligt in een typisch Vlaamse Ardennen-landschap met glooiende heuvels, diep ingesneden beekdalen en beboste heuveltoppen. Het is een smal en langgerekt bos op een noordwest gerichte helling (zandleem en kleigrond, met bronvorming).

## Flora
Oorspronkelijk was het een beuken-eikenbos, dat later gedeeltelijk werd vervangen door populieren. Er zijn drie zones te onderscheiden. Het zuidelijke deel van vier hectare is een restant van het vroegere beuken-eikenbos. De beuken krijgen hier stilaan de bovenhand omdat ze de eiken verdringen. Het centrale deel beslaat twee hectare en is een jong populierenbestand met ondergroei van abeel, tamme kastanje, hazelaar, lijsterbes en haagbeuk. Aan de rand er van vindt men gewone es en zwarte els. In het noordelijke deel, dat zes hectare groot is, wordt het oudere populierenbestand geleidelijk vervangen door het aanplanten van zomereik, linde en gewone es. Daardoor zal een ecologisch rijker bos ontstaan. Het bosareaal wordt bovendien vergroot.
In het (noordelijke gedeelte van het) bos groeien voorjaarsbloeiers als gevlekt longkruid, bosanemoon, slanke sleutelbloem, salomonszegel en bosviooltje. Verder komt er groot heksenkruid, ruwe smele en kamperfoelie voor.

## Afbeeldingen

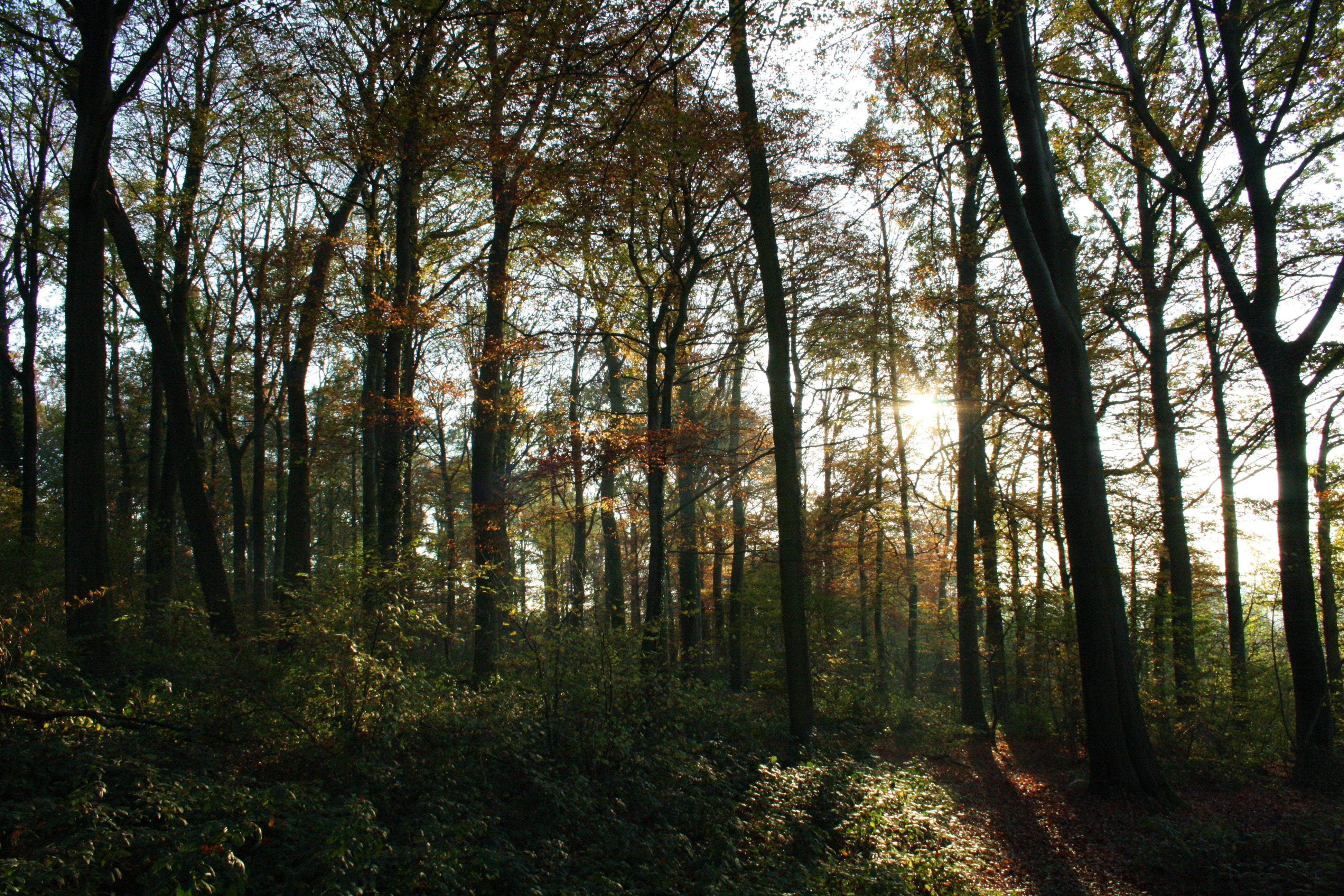
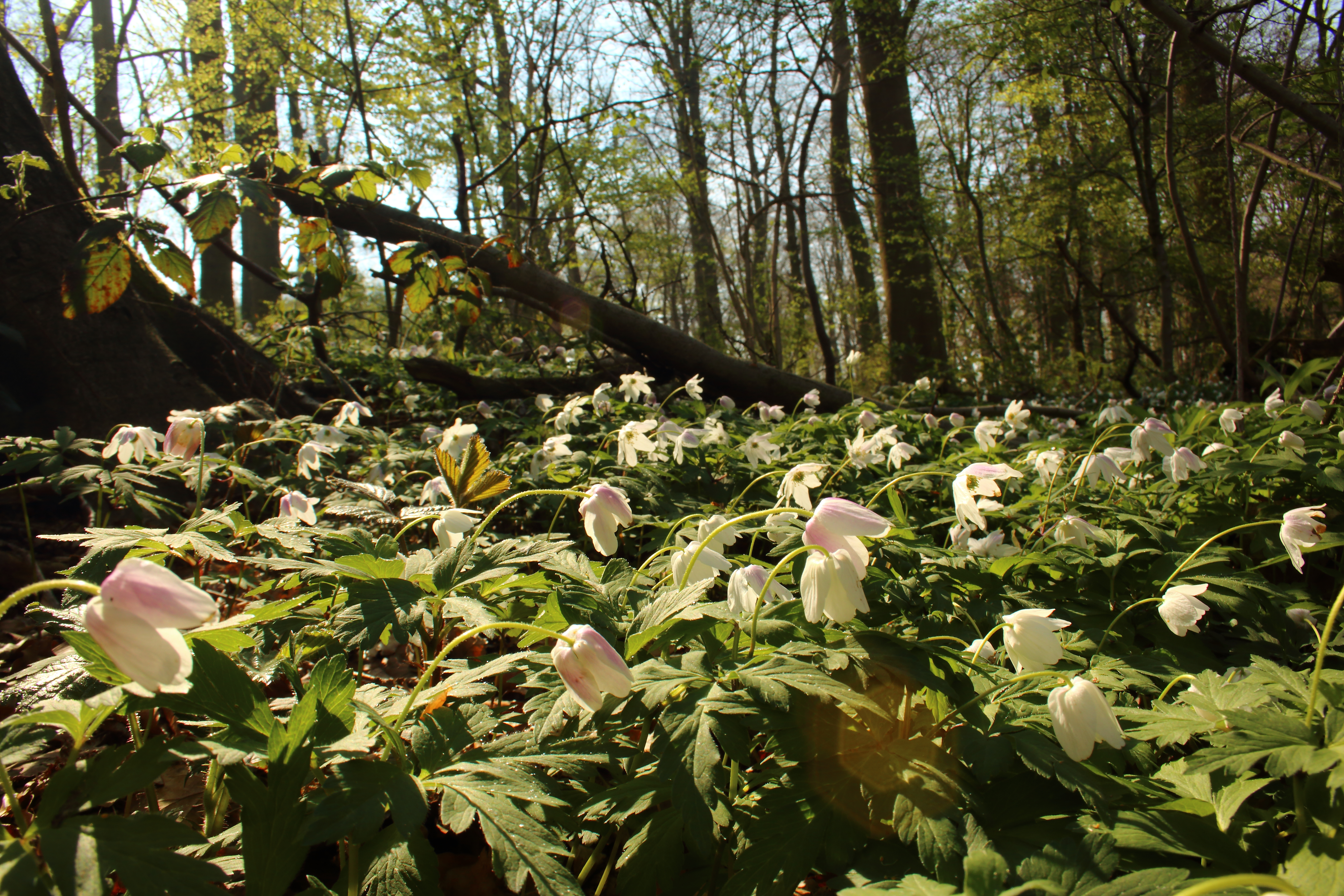
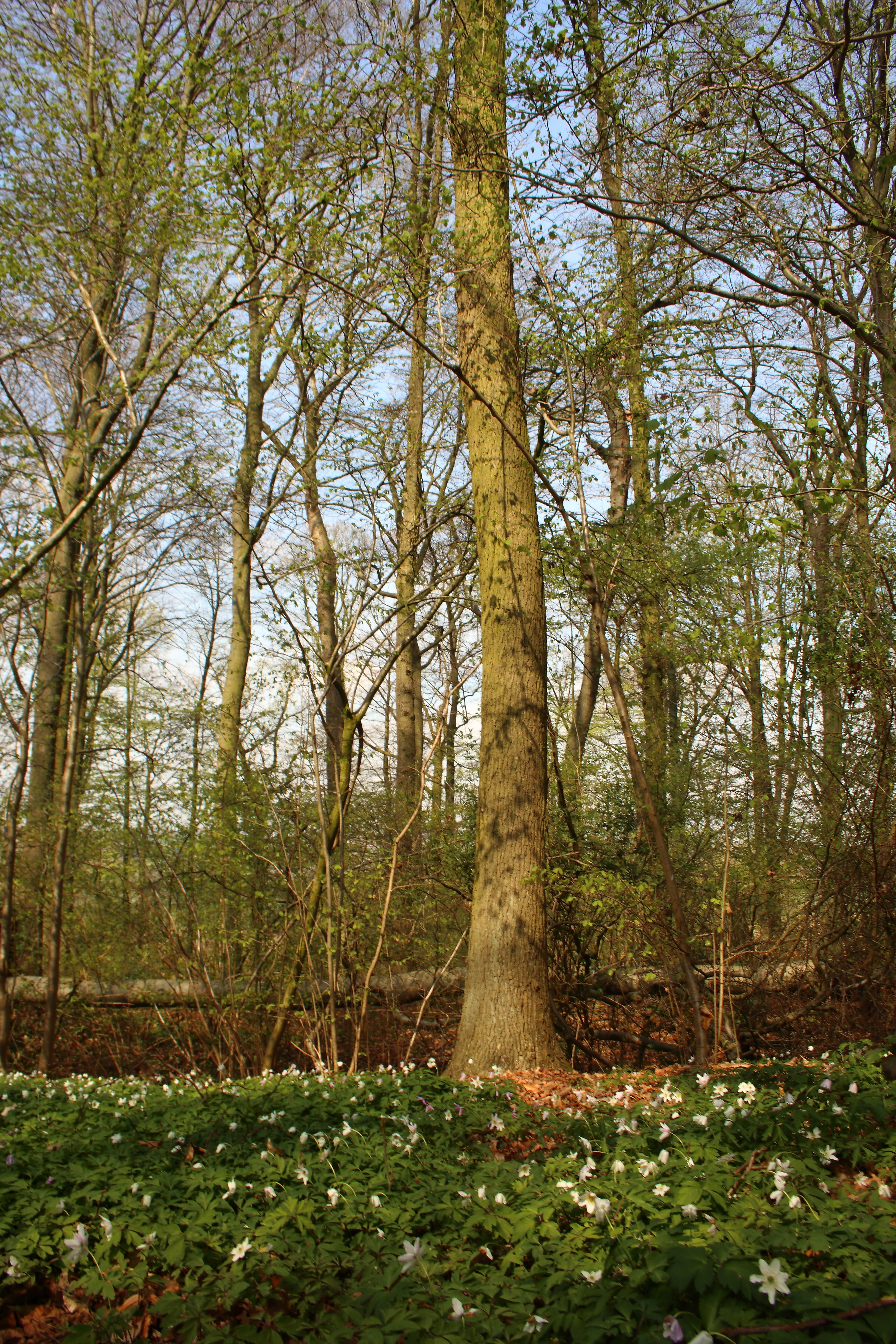
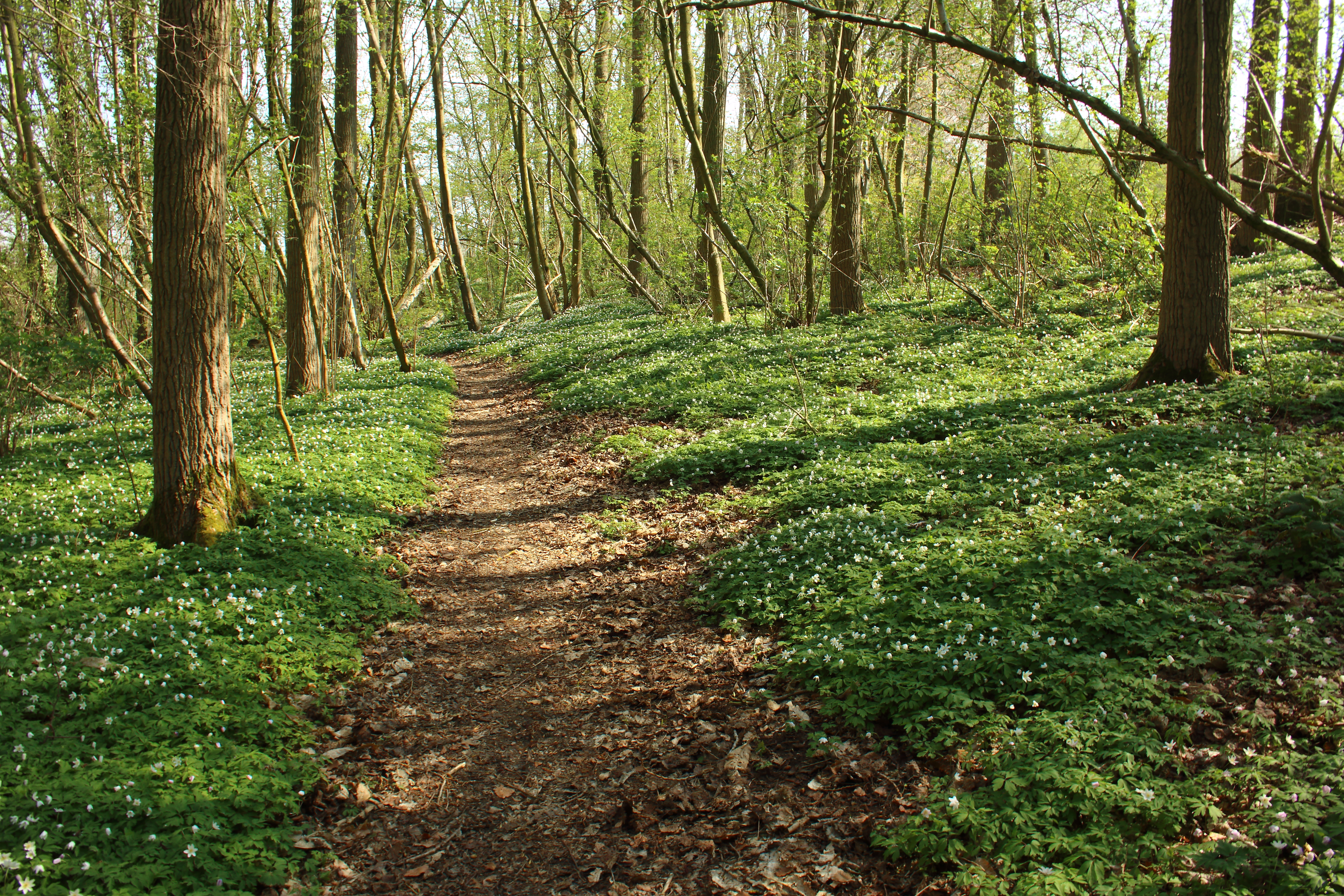
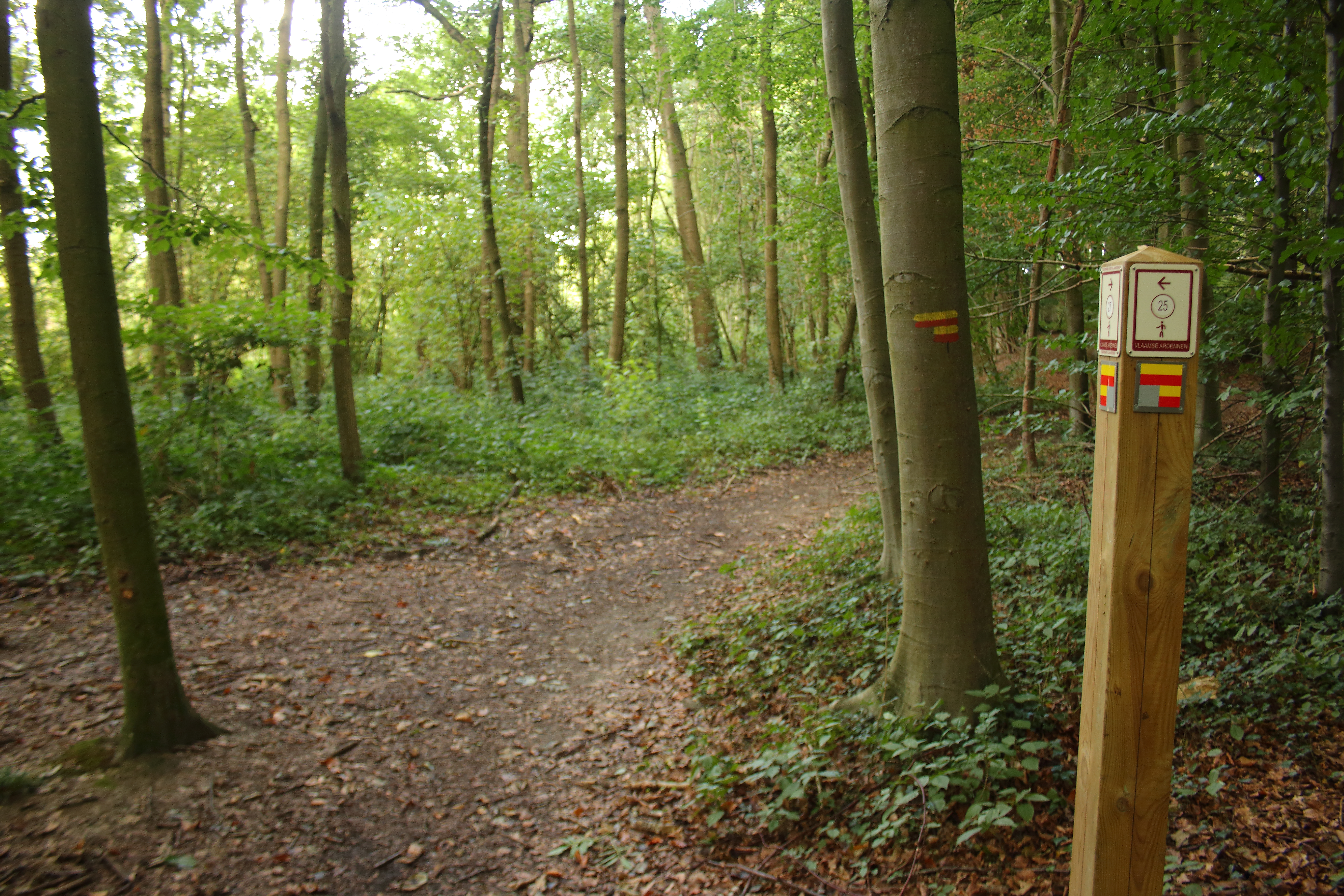
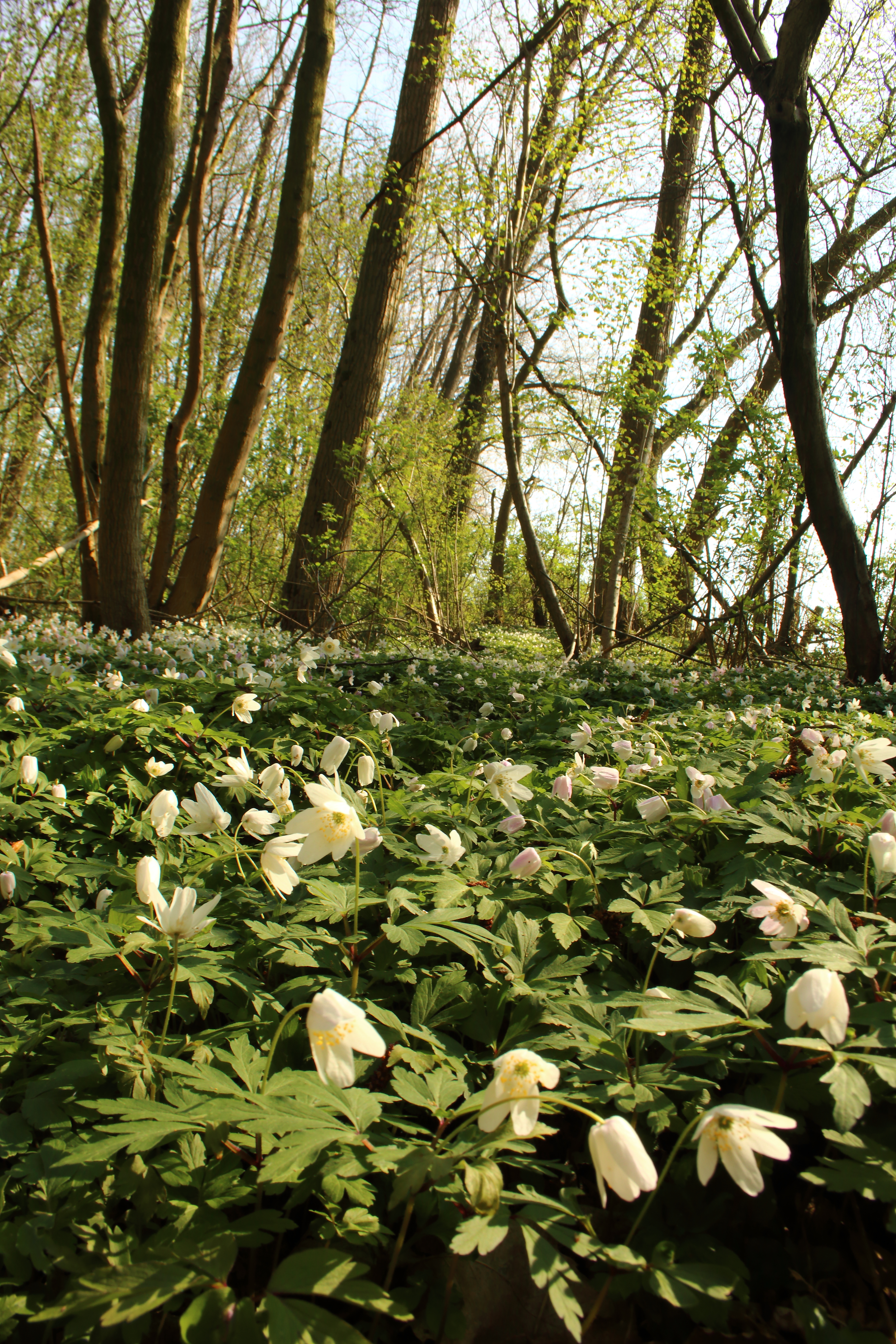
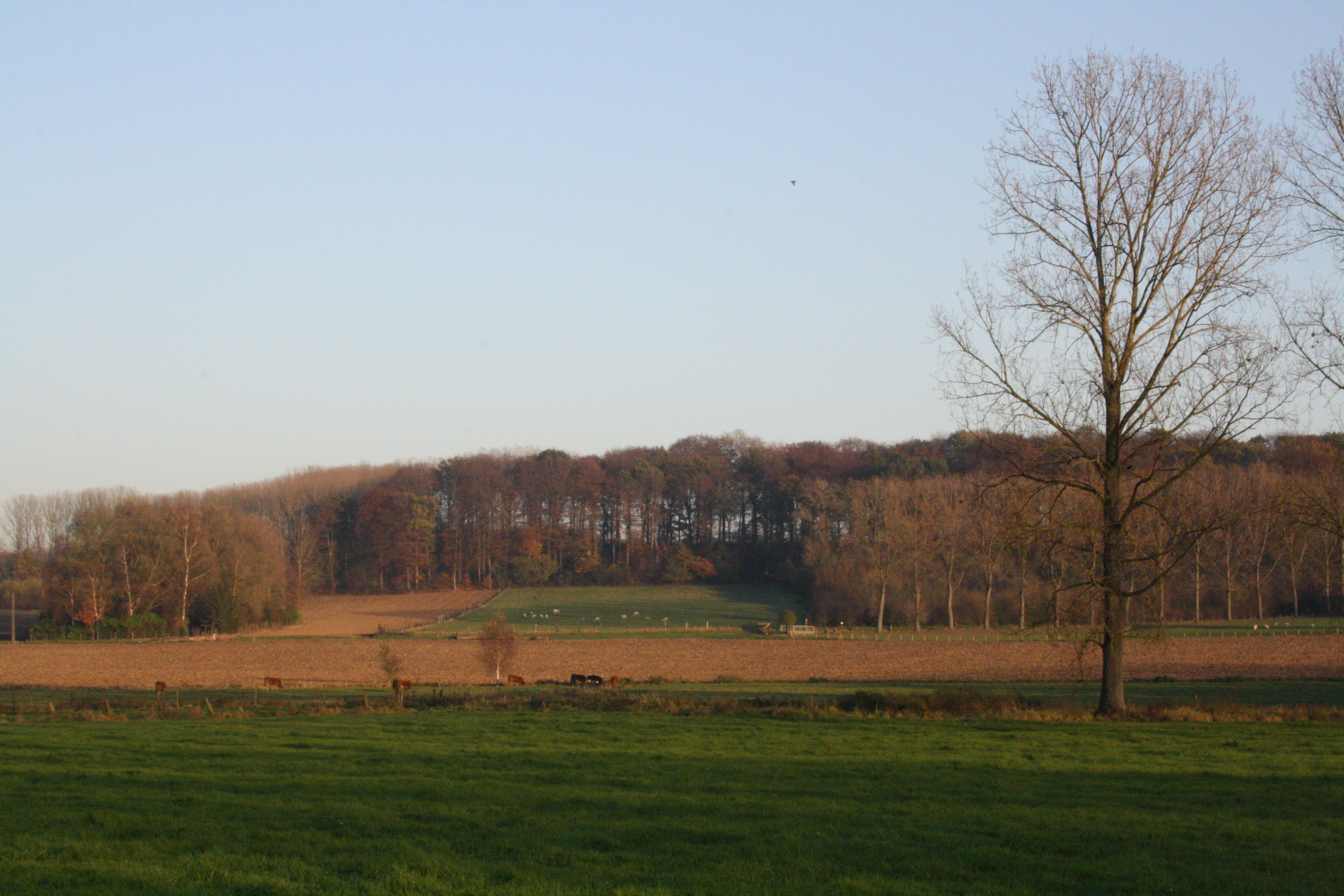
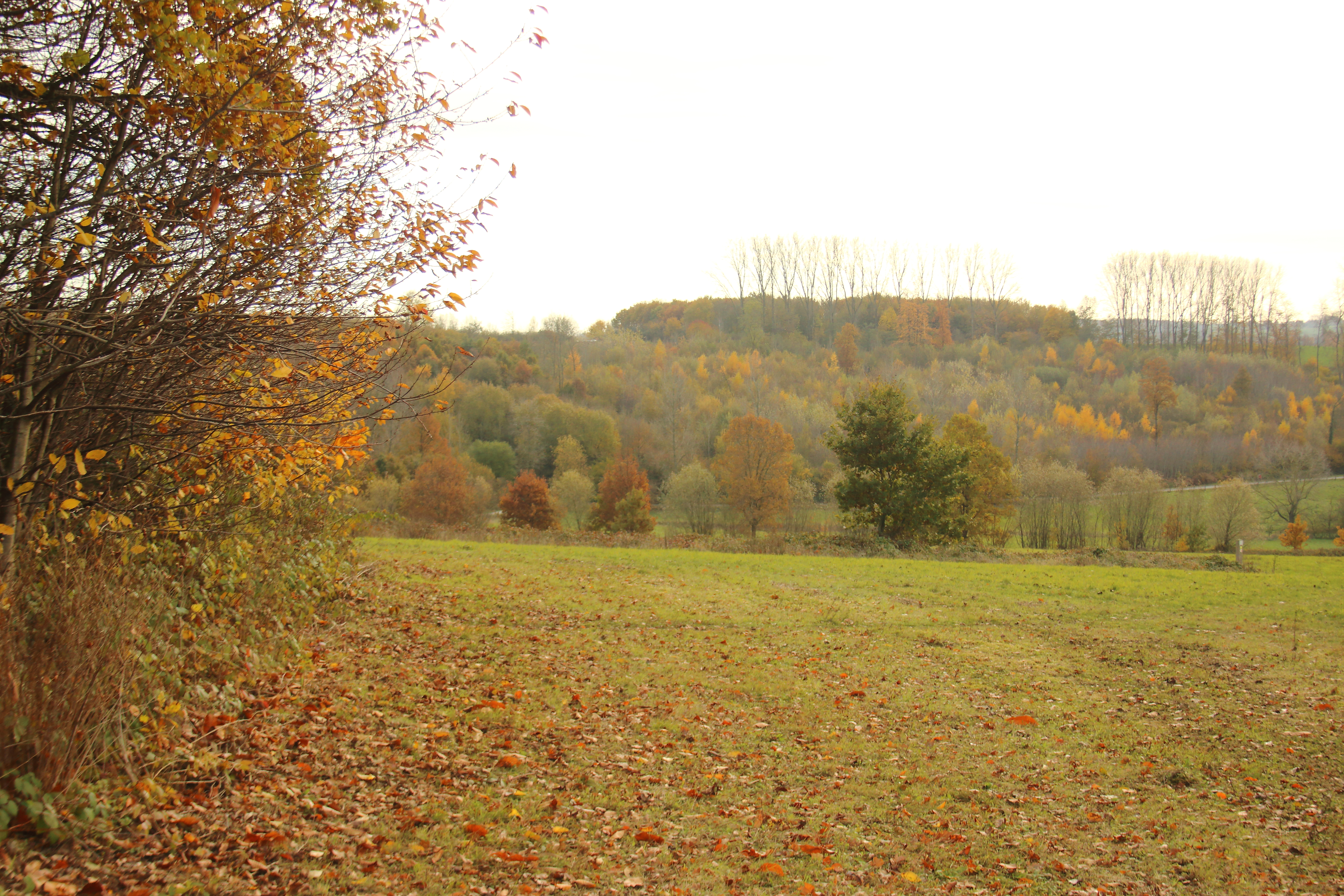
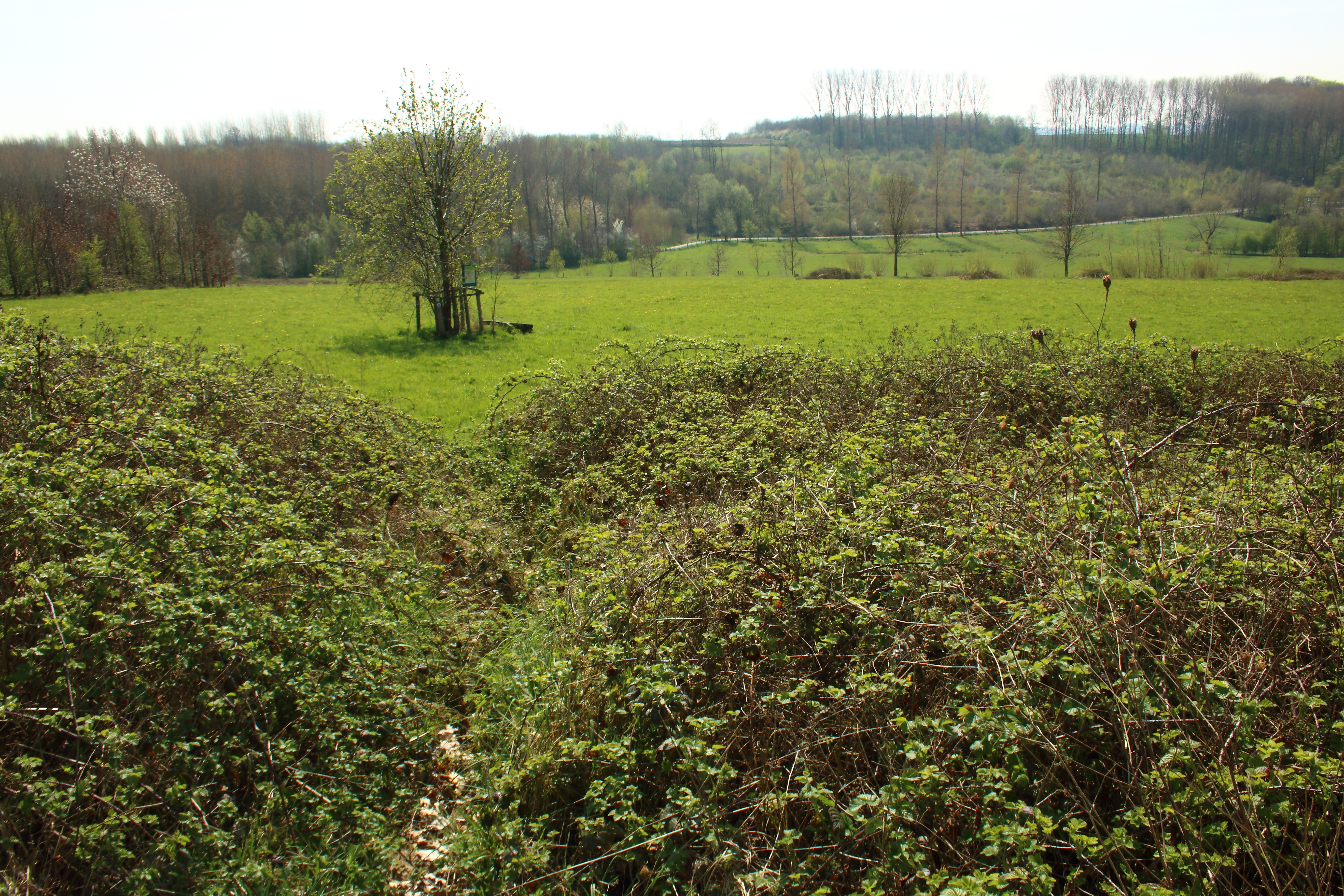
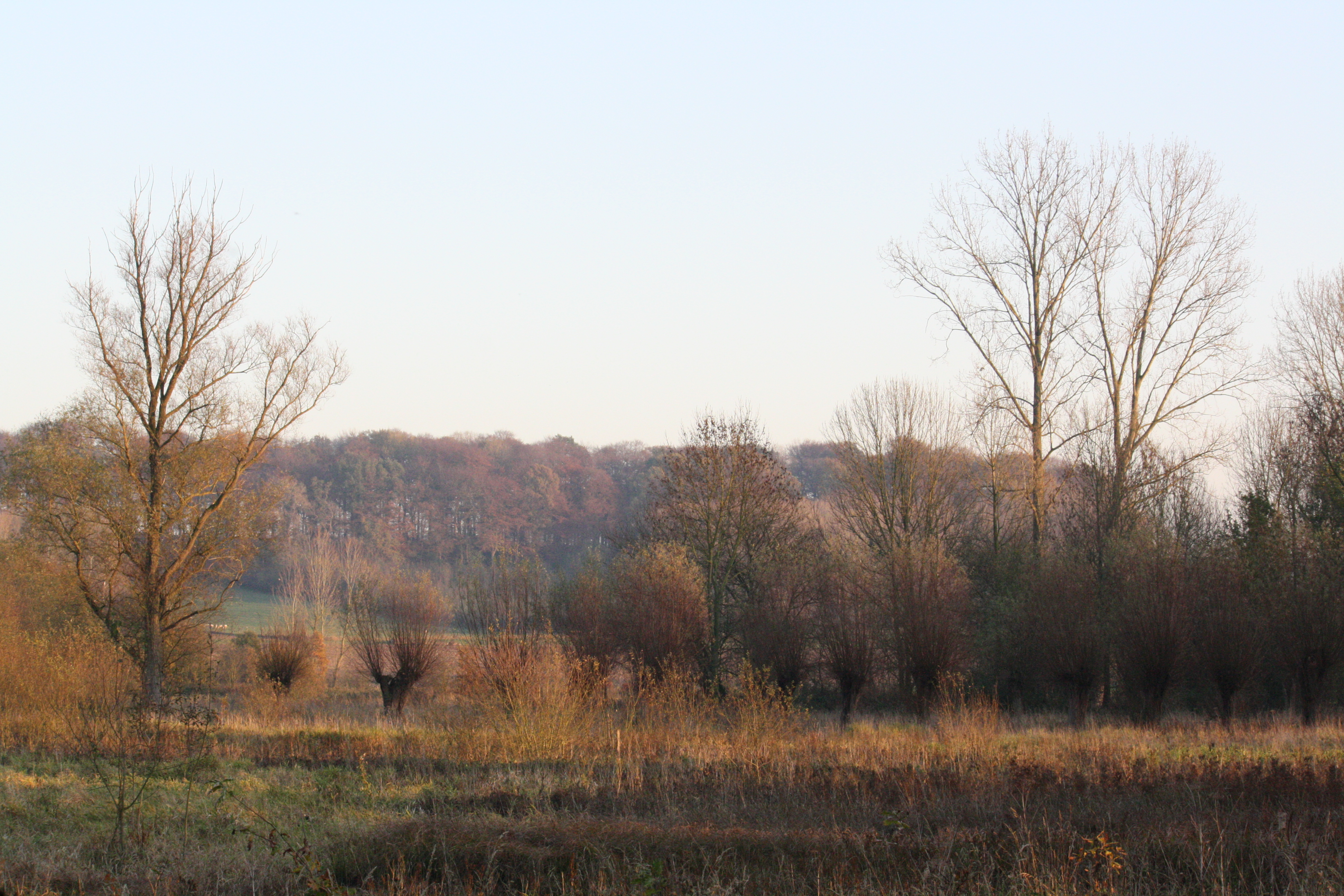

## Natuurbeleving
Het Kloosterbos is vrij toegankelijk op de wandelpaden. Het wandelknooppuntennetwerk "Vlaamse Ardennen - Bronbossen", de Streek-GR Vlaamse Ardennen en de bewegwijzerde wandelroutes in de deelgebieden "Vossenhol" en "Jansveld" van het Natuurpunt-reservaat Middenloop Zwalm doen ook het Kloosterbos aan. Er is keuze tussen de groene "Kloosterboswandeling" (2km), de blauwe "Jansveldwandeling" (3,5 km) en de rode "Vossenholwandeling" (3,8 km).